# Pseudochirulus canescens
Pseudochirulus canescens е вид бозайник от семейство Pseudocheiridae.

## Разпространение
Видът е разпространен в Индонезия и Папуа Нова Гвинея.